# 青木秀男
青木 秀男（あおき ひでお、1943年7月31日-　）は、日本の都市社会学者。
大阪府生まれ。金沢大学法文学部卒、1974年大阪市立大学大学院文学研究科社会学専攻博士課程単位取得退学、2000年「現代日本の都市下層 寄せ場に繋がる人びと」で筑波大学博士（社会学）。広島修道大学講師、助教授、教授、都市社会学研究所代表、社会理論・動態研究所所長。底辺労働者、ホームレス、外国人労働者などを研究する。

## 著書
- 『寄せ場労働者の生と死』明石書店 解放社会学双書 1989
- 『現代日本の都市下層 寄せ場と野宿者と外国人労働者』明石書店 2000
- 『マニラの都市底辺層 変容する労働と貧困』大学教育出版 2013

### 編著
- 『場所をあけろ! 寄せ場/ホームレスの社会学』編著 松籟社 1999
- 『ホームレス・スタディーズ 排除と包摂のリアリティ』編著 ミネルヴァ書房 2010

### 翻訳
- ウィリアム・ジュリアス・ウィルソン『アメリカのアンダークラス 本当に不利な立場に置かれた人々』監訳 平川茂,牛草英晴訳 明石書店 明石ライブラリー 1999
- ジョック・ヤング『排除型社会 後期近代における犯罪・雇用・差異』伊藤泰郎,岸政彦,村澤真保呂共訳 洛北出版 2007

## 論文
- Cinii

## 注
1. ↑  『現代日本人名録』2002年
2. ↑  『マニラの都市底辺層』著者紹介